# Philautus refugii
Espèce
Statut de conservation UICN

 VU D2 : Vulnérable
Philautus refugii est une espèce d'amphibiens de la famille des Rhacophoridae.

## Répartition
Cette espèce est endémique de l'État de Sarawak en Malaisie orientale sur l'île de Bornéo. Elle se rencontre sur un seul site dans le district de Lubok Antu à une altitude d'environ 850 m,.

## Étymologie
Le nom spécifique refugii vient du latin refugium, le refuge, en référence à la réserve de nature du lieu de sa découverte.

## Publication originale
- Inger & Stuebing, 1996 : Two new species of frogs from southeastern Sarawak. Raffles Bulletin of Zoology, vol. 44, no 2, p. 543–549 (texte intégral).